# Gle Sarang
Gle Sarang är ett berg i Indonesien.   Det ligger i provinsen Aceh, i den västra delen av landet, 1 800 km nordväst om huvudstaden Jakarta. Toppen på Gle Sarang är 384 meter över havet, eller 188 meter över den omgivande terrängen. Bredden vid basen är 1,5 km.
Terrängen runt Gle Sarang är kuperad åt nordost, men åt sydväst är den platt. Havet är nära Gle Sarang västerut.Runt Gle Sarang är det glesbefolkat, med 18 invånare per kvadratkilometer. Omgivningarna runt Gle Sarang är en mosaik av jordbruksmark och naturlig växtlighet.